# Perim
Perim (Arabisch: بريم; Barīm) is een vulkanisch eiland dat strategisch is gelegen in de zeestraat Bab el Mandeb aan de zuidelijke ingang naar de Rode Zee nabij de zuidwestelijke kust van Jemen. Het eiland heeft een oppervlakte van 13 km² en rijst op tot een hoogte van 65 meter. Perim heeft een natuurlijke haven aan zuidwestzijde. Er bevindt zich alleen wat schaarse vegetatie en door het ontbreken van zoetwaterbronnen was bewoning altijd moeilijk.
In vroegere geologische perioden heeft de vulkaan van Perim uitbarstingen gekend, waarvan het materiaal de Bab el Mandeb blokkeerde en daarmee de Rode Zee, waardoor deze uitdroogde tot een leeg en heet zoutbekken.
In 1513 bereikten de Portugezen het eiland, maar door Ottomaanse tegenstand waren ze snel weer vertrokken. In 1738 bezette Frankrijk het eiland en in 1799 bezette de Britse Oost-Indische Compagnie het eiland korte tijd in voorbereiding op de invasie van Egypte. In 1857 bezetten de Britten het eiland opnieuw en maakten het tot onderdeel van hun kolonie Aden, waarbij ze een vuurtoren bouwden op het eiland. Vanaf 1869 werd Perim gebruikt als kolenstation (bunkerhaven) voor schepen die het Suezkanaal bevoeren. In 1916 deden Turkse troepen een poging om het eiland te veroveren, maar hun aanval werd afgeslagen. In 1967 verlieten de Britten het eiland, toen het werd overgedragen aan Zuid-Jemen.